# Гробиняс СК/ЛФС
Гробиняс (на латвийски: Grobiņas sporta centrs/Liepājas Futbola skola, „Спортен център Гробиняс/Футболна школа Лиепая“) е латвийски футболен отбор от град Гробиня. Състезава се във Вирслигата, най-високото ниво на Латвийския футбол.

## История
Създаден през 2009 г. в град Гробиня. Получава професионален статут на следващата година и се включвав в първенството на Втора лига.През 2015 става първенец и получава правото да играе в Първа лига.  
През 2023 стават първи в Първата лига и получават правото да дебютират във Висшата лига..

## Успехи
Вирслига
- 9-то (1): 2024

Първа лига (2 дивизия):
- Шампион (1): 2023

Втора лига (3 дивизия):
- Шампион (1): 2016

Купа на Латвия
- 1/2 финал (1): 2022